# Soulcalibur VI
Soulcalibur VI (ソウルキャリバーVI?, Sourukyaribā Shikkusu) è un picchiaduro a incontri della serie Soulcalibur sviluppato e pubblicato da Bandai Namco Entertainment. Prodotto da "Project Soul", uno studio di produzione interno di Bandai Namco che gestisce la serie, il gioco è stato pubblicato per PlayStation 4, Xbox One il 19 ottobre 2018 e su Windows il 18 ottobre 2018.

## Modalità di gioco
Seguendo la tradizione dei predecessori della serie, Soulcalibur VI è un picchiaduro 3D dove due personaggi si combattono tra di loro usando le proprie armi. Il gioco mantiene molti degli elementi di gioco caratteristici della serie, tra cui il muoversi in otto direzioni, la Guard Impact e la creazione del personaggio, ma introduce anche nuovi meccanismi, come la Reversal Edge che consente di difendersi da un attacco in arrivo e di contrattaccare rapidamente, con un effetto al rallentatore, consentendo opzioni più difensive per i giocatori, e la nuova Soul Charge.

## Trama
Soulcalibur VI funge da reboot della serie, e si svolge nel XVI secolo rivisitando gli eventi del primo gioco Soulcalibur, secondo gioco della serie, per "scoprire verità nascoste". Si svolge dopo gli eventi di Soulcalibur V (durante le storie di Soul Chronicles di Cassandra , Amy e Zasalamel), dove la Cassandra dalla linea temporale originale racconta al suo passato il cupo futuro della famiglia Alexandra, il sé-sé originale di Amy si rivela essere Viola, e Zasalamel scopre il modo di evitare gli errori del suo futuro originale grazie al nuovo personaggio Azwel.
La trama di Soulcalibur VI si svolge dal 1583 al 1590. Inoltre, la storia è divisa in due modalità separate. Soul Chronicle è la trama principale della storia, riguardante i personaggi principali e la minaccia immediata di Nightmare. In questa modalità, la storia viene raccontata in modo simile a un romanzo visivo con scene illustrate e sonore che raccontano la trama e sono spezzate da partite che fungono da battaglie significative nella storia. La prima storia principale è incentrata sul personaggio di Kilik mentre si avventura per affrontare Soul Edge e Nightmare, e si svolge principalmente in Europa. Inoltre, a ogni personaggio viene anche data una trama individuale che dettaglia i propri retroscena o che funge da trama secondaria alla trama principale; in particolare, uno dei capitoli della cronologia della storia dei personaggi si svolge dopo la prima storia principale, un anno prima degli eventi della trilogia originale.
La seconda modalità storia, chiamata Bilancia dell'Anima, si svolge poco dopo la storia dell'Evil Seed del 1583 in cui Siegfried acquisì il Soul Edge e divenne Nightmare. In questa modalità, il giocatore crea un personaggio personalizzato che funge da protagonista. Principalmente centrato in Asia, il giocatore deve compiere un viaggio per impedire ad Azwel di ricreare il Seme malvagio mentre si occupa della propria malfestazione. Ciò coincide con la trama principale di Soul Chronicle e, a volte, il personaggio del giocatore incontrerà altri personaggi della trama principale.

### Bilancia dell'Anima
Nota: a causa del numero di missioni secondarie in-game, questo si basa esclusivamente sulla trama lineare
Nel 1584, circa un anno dopo che il Seme malvagio devastò il mondo, l'eroe (soprannominato Condotto) si risveglia da un violento incubo che coinvolge Soul Edge e un regno misterioso. Zasalamel appare davanti al Condotto e spiega che l'energia del Seme maligno ha legato la sua anima al regno, il Caos Astrale, e a meno che non assorba l'energia dalle fessure astrali che sono apparse negli ultimi tempi, la sua anima sarà distrutta dalla pressione, con conseguente catastrofiche. Zasalamel addestra quindi il condotto su come assorbire l'energia delle fessure e gli dà una bilancia speciale chiamata Bilancia dell'Anima.
Dopo aver chiuso diverse fessure con l'aiuto di Maxi e Mitsurugi, il Condotto viene avvicinato da Groh, Dion e Natalie, membri della misteriosa Organizzazione Aval con il compito di dare la caccia allo scellerato scienziato Aval Azwel e ai suoi seguaci, i Qualificatori. Sapendo solo che Azwel si è interessato alle fessure astrali e alle circostanze alla base del Seme malvagio, Groh arruola il Condotto nel loro gruppo in quanto è l'unico in grado di chiudere le fessure. Tuttavia, Azwel riesce a ottenere l'energia delle fessure e rivela la sua intenzione di creare un simile evento del Seme malvagio che chiama "Seme finale", al fine di proteggere l'umanità dalle sue tendenze autodistruttive. Groh, che è stato parzialmente corrotto dal male di Soul Edge a causa dell'ingerenza di Azwel, si arrende al male e affronta Azwel su una scogliera, senza alcun risultato.
Sapendo solo che Azwel intende utilizzare la precedente base di Nightmare al Castello di Ostrheinsburgh, il Condotto cerca Zasalamel per capire cosa fare. Zasalamel informa il Condotto che, sebbene l'assorbimento delle fessure lo abbia reso più forte e abbia fermato il pericoloso Caos Astrale per effetto su di esso, solo Soul Edge e Soul Calibur hanno il potere di fermare Azwel, ma entrambi sono stati sigillati all'interno del Caos Astrale e il Condotto deve attingere al proprio potere combattendo con le persone legate alle lame (Kilik, Xianghua e Siegfried per Soul Calibur, e Taki, Sophitia e Cervantes de Leon per Soul Edge). Una volta raccolta abbastanza energia, il Condotto si confronta con Azwel e, nonostante i tentativi di quest'ultimo di usarlo come ultimo pezzo del Seme Ultimo, lo uccide.
Tuttavia, prima che possa finalmente riposare, il Condotto viene contattato dall'Organizzazione Aval e informato che Groh è sopravvissuto al suo incontro con Azwel ma deve essere ucciso a causa della sua malfestazione. Dopo averlo rintracciato in Scandinavia, il Condotto attinge ancora una volta le spade dell'Anima per affrontarlo.
Il finale di Bilancia delle Anime si basa sull'allineamento del giocatore durante il gioco. Se si trova allineato verso l'Oscurità, il Condotto attinge Soul Edge e colpisce Groh prima di seppellirlo. Se si trova allineato alla Luce, il Condotto attingerà all'Anima Calibur e eliminerà Groh dalla sua malfestazione, che poi continua il suo lavoro con l'Organizzazione Aval a distanza.

## Personaggi
Soulcalbur VI contiene vecchi combattenti della serie e due nuovi arrivati.
| Gioco base       | Gioco base | DLC                                                                                | DLC                                                                        |
| Gioco base       | Gioco base | Stagione 1                                                                         | Stagione 2                                                                 |
| ---------------- | --- | ---------------------------------------------------------------------------------- | -------------------------------------------------------------------------- |
| Classici e Nuovi | - Astaroth - Azwel (nuovo) - Cervantes - Grøh (nuovo) - Inferno - Ivy - Kilik - Maxi - Mitsurugi - Nightmare - Raphael - Seong Mi-na - Siegfried - Sophitia - Taki - Talim - Voldo - Xianghua - Yoshimitsu - Zasalamel | - Tira - Amy - Cassandra                                                           | - Hilde - Setsuka - Hwang                                                  |
| Crossover        | serie The Witcher | serie Drakengard                                                                   | serie Samurai Shodown                                                      |
| Crossover        | - Geralt di Rivia Stage: Replica Kaer Morhen | - YoRHa No.2 Type B alias 2B Costume set: Enemy Machines Stage: Rovine della Città | - Haohmaru Costume set: Nakoruru Stage: Isola di Gairyu e Kuroko (arbitro) |

## Sviluppo e uscita
Soulcalibur VI è stato annunciato durante l'evento The Game Awards 2017. Lo sviluppo del gioco è iniziato tre anni prima. Il produttore Motohiro Okubo ha definito il gioco una celebrazione del 20º anniversario del franchise. La Bandai Namco si è concentrata più sugli elementi della trama che nei precedenti giochi della serie. Funziona su Unreal Engine 4 come il precedente gioco di combattimento di Bandai Namco, Tekken 7. Secondo Okubo, il nome in codice del titolo era "Luxor" a causa delle intenzioni della squadra di rendere il gioco più luminoso come nel primo Soul Calibur. Sono state introdotte meccaniche aggiuntive per aiutare i giocatori con la curva di apprendimento del gioco.
Dopo una demo presente all'E3 2018, il gioco è stato pubblicato per PlayStation 4, Xbox One e Windows il 19 ottobre 2018. La sua Collector's Edition include un artbook, una colonna sonora, una statua di Sophitia e una custodia in metallo. Un abbonamento per il gioco include quattro personaggi aggiuntivi e più oggetti per la personalizzazione del personaggio.

## Accoglienza
| Testata                               | Versione   | Giudizio |
| ------------------------------------- | ---------- | -------- |
| Metacritic (media al 30 gennaio 2020) | PC         | 80/100   |
| Metacritic (media al 30 gennaio 2020) | PS4        | 84/100   |
| Metacritic (media al 30 gennaio 2020) | XONE       | 84/100   |
| OpenCritic (media al 08 agosto 2021)  | collettivo | 84/100   |
| Destructoid                           | PS4        | 85%      |
| EGM                                   | PS4        | 8/10     |
| Game Informer                         | PS4        | 8.75/10  |
| GameRevolution                        | Tutte      | [ 10 ]   |
| GameSpot                              | PS4        | 8/10     |
| IGN                                   | Tutte      | 8.9/10   |
| OPMUK                                 | PS4        | 8/10     |
| VideoGamer.com                        | XONE       | 8/10     |
| 4Players                              | Tutte      | 84%      |
| HobbyConsolas                         | PS4        | 85%      |
| New York Daily News                   | Tutte      | [ 16 ]   |

Soulcalibur VI è stato ben accolto. Game Informer ed EGM hanno entrambi elogiato le trama. VideoGamer.com ha elogiato gli ambienti, mentre Destructoid ha elogiato la musica e i personaggi. Game Revolution lo ha considerato "uno dei picchiaduro più divertenti che abbia mai giocato." IGN lo ha riassunto: "La nuova meccanica aggiunge nuovi livelli di giochi di strategia e di mente, mentre le modalità di Bilancia dell'Anima e Soul Chronicle forniranno ore e ore di fantastici contenuti per giocatore singolo". I giocatori hanno elogiato il netcode, mentre HobbyConsolas ha elogiato la creazione del personaggio. Tamoor Hussain di GameSpot lo ha considerato "sia intuitivo che profondo". Il regista e produttore di Dead or Alive 6 Yohei Shimbori ha commentato che non riusciva a capire perché la sua serie venisse criticata così tanto per il contenuto del fan service mentre Soulcalibur VI "può farlo e non ci si batte."

### Vendite
Il gioco ha raggiunto il quinto posto nella classifica delle vendite nel Regno Unito. In Giappone, ha venduto 24 049 copie nella sua prima settimana in vendita, raggiungendo il terzo posto. Ha raggiunto l'ottavo posto in Australia e il settima in Nuova Zelanda. Negli Stati Uniti, è stato l'ottavo gioco più scaricato di ottobre sul PlayStation Store. Le vendite sono state riportate in aumento rispetto a Soulcalibur V, Soulcalibur III, Soulcalibur e Soul Blade, ma inferiori a Soulcalibur II e Soulcalibur IV. Nel 2019, la Namco considerato il lancio come "riuscito". In data 23 luglio '21 Bandai Namco ha annunciato che il gioco ha superato 2 milioni di copie vendute a livello globale.

### Riconoscimenti
| Anno | premio                | Categoria                                    | Risultato   |
| ---- | --------------------- | -------------------------------------------- | ----------- |
| 2018 | Game Critics Awards   | Miglior picchiaduro                          | Candidato/a |
| 2018 | The Game Awards 2018  | Miglior picchiaduro                          | Candidato/a |
| 2018 | Gamers' Choice Awards | Picchiaduro preferito dai fan                | Candidato/a |
| 2018 | Titanium Awards       | Miglior picchiaduro                          | Candidato/a |
| 2019 | New York Game Awards  | Raging Bull Award per il miglior picchiaduro | Candidato/a |
| 2019 | DICE Awards           | Picchiaduro dell'anno                        | Candidato/a |
| 2019 | NAVGTR Awards         | Franchising, picchiaduro                     | Candidato/a |
| 2019 | SXSW Game Awards      | Il più promettente nuovo gioco eSports       | Candidato/a |